# Shangping, Fujian
Shangping (kinesiska: 上坪) är en socken i sydöstra Kina. Den ligger i Yong'an i staden Sanming i provinsen Fujian, omkring 180 kilometer väster om provinshuvudstaden Fuzhou. Antalet invånare är 5 430. Befolkningen består av 2 556 kvinnor och 2 874 män. Barn under 15 år utgör 18,0 %, vuxna 15-64 år 70 %, och äldre över 65 år 10,0 %.